# Jules Patenôtre

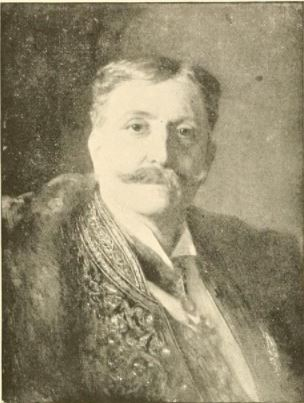
Jules Patenôtre, 1895

Jules Patenôtre, auch Jules Patenôtre des Noyers (* 20. April 1845 in Baye, Département Marne; † 1925), war ein französischer Diplomat.

## Leben
Er wurde an der École normale supérieure ausgebildet und unterrichtete zunächst für einige Jahre am Lycée technique d'Alger in Algier. Im Jahr 1871 trat er in den diplomatischen Dienst ein. Von 1873 und 1876 war er im Norden von Persien mit Aufgaben betraut. Im Jahr 1880 wurde er bevollmächtigter Botschafter in Stockholm.
Im September 1883 wurde er französischer Botschafter in China. Im Jahr 1884 sicherte er die französische Vorherrschaft in Annam diplomatisch ab. Er verhandelte mit dem König von Annam über die Bedingungen des französischen Protektorats.
Anschließend verhandelte er in Shanghai über die Räumung Tonkins von chinesischen Truppen. Der entsprechende Vertrag wurde vom französischen Parlament am 25. August 1883 jedoch nicht ratifiziert. Erst Ende April 1884 wurde vom Parlament ein modifizierter Vertrag ratifiziert. Mit diesem verließ Patenôtre Ende April 1884 Marseille, um ihn vom König von Annam unterzeichnen zu lassen. Am 11. Mai 1884 wurde der Tientsin Accord geschlossen, der den bewaffneten Teil des französisch-chinesischen Konfliktes beendete.
Am 26. Mai 1884 kam er in Hải Phòng an und begann mit Nguyen Van Tuong, dem Regenten, zu verhandeln. Am 6. Juni 1884 wurde das königliche chinesische Siegel, das Gia Long von Annam als Symbol des chinesischen Lehnsverhältnisses erhalten hatte, eingeschmolzen.
Am 9. Juni 1885 schloss Patenôtre mit Li Hung Chang in Tianjin einen Friedensvertrag, den Treaty of Hue, in dem diese die französischen Protektorate in Annam und Tonkin anerkannte.
Von 1888 bis 1890 war er bevollmächtigter Botschafter bei Mulai al-Hassan I. in Tanger.